# 2011 aux Tuvalu
Cet article présente les faits marquants de l'année 2011 aux Tuvalu.

## Évènements
- 11 juillet : Décès de Sir Filoimea Telito, président de l'Église chrétienne des Tuvalu (Église nationale) et ancien Gouverneur général des Tuvalu (de 2005 à 2010)[1]
- 19 ou 20 juillet : décès d'Isaia Italeli, ministre des Travaux publics et des Ressources naturelles (en fonction)[2].
- octobre : l'aide internationale apporte de l'eau aux Tuvalu et aux Tokelau, frappés par la sécheresse. Les Tuvalu n'ont pas connu une pluie conséquente depuis novembre 2010, et en l'absence de cours d'eau ou de lacs d'eau douce, les réserves viennent à manquer. La sécheresse affecte la santé des habitants, ainsi que l'agriculture[3],[4]..